# Neostachyogenys
Neostachyogenys is een geslacht van wantsen uit de familie van de Reduviidae (Roofwantsen). Het geslacht werd voor het eerst wetenschappelijk beschreven door Norman Cecil Egerton Miller in 1953.

## Soorten
Het genus bevat de volgende soort:

- Neostachyogenys tristis Miller, 1953